# 福岡市立福岡女子高等学校
福岡市立福岡女子高等学校（ふくおかしりつふくおかじょしこうとうがっこう）は、福岡県福岡市西区愛宕浜三丁目にある市立女子高等学校。TVアニメ『ゆゆ式』のモデル校。

## 設置学科
- 普通科
- 生活情報科（家庭に関する学科）
- 食物調理科（家庭に関する学科）
- 服飾デザイン科（家庭に関する学科）
- 保育福祉科（家庭に関する学科）
- 国際教養科（その他の専門教育を施す学科）

## 沿革

### 年表
- 1925年（大正14年）5月15日 - 福岡市立第一女学校として設立認可、福岡市小烏馬場（現: 福岡市中央区天神二丁目）に開校。
- 1928年（昭和3年）4月1日 - 専攻科を新設。
- 1941年（昭和16年）10月6日 - 大名町（現: 中央区赤坂二丁目）に移転。
- 1942年（昭和17年）3月24日 - 福岡市第一高等女学校を設立。
- 1944年（昭和19年）4月10日 - 校舎が西部軍司令部に収容されたため、千代町（現: 博多区千代四丁目）の仮校舎に移転。
- 1946年（昭和21年）1月15日 - 大名町の校舎が返還され復帰。
- 1946年（昭和21年）2月15日 - 校舎が火災で焼失したため、奈良屋町（現: 博多区奈良屋町）に一時的に移転。
- 1948年（昭和23年）4月1日 - 学制改革により、福岡市立第一女子高等学校に改称。新校舎を使用開始し、元の位置に復帰。
- 1949年（昭和24年）4月1日 - 食物科を新設。
- 1950年（昭和25年）4月1日 - 被服科と保育科を新設。
- 1951年（昭和26年）1月1日 - 福岡市立福岡女子高等学校に改称。
- 1952年（昭和27年）9月10日 - 別科を設置。
- 1955年（昭和30年）4月1日 - 別科を廃止。
- 1961年（昭和36年）4月1日 - 普通科と家政科を新設。
- 1974年（昭和49年）3月30日 - 西区姪浜に移転。
- 1994年（平成6年）4月1日 - 被服科・食物科・保育科・家政科を服飾デザイン科・食物調理科・保育福祉科・生活情報科に再編。国際教養科を新設。
- 1995年（平成7年）3月31日 - 西区愛宕浜三丁目（現在地）に移転。

なお、2027年度より共学化し学科再編する方針である。

## 教育方針

### 校訓
自立・共生・創造

### 制服と昼食方法
コシノヒロコデザインの制服を採用、食堂も設備

### 校歌
- 作詞: 柴田泰人
- 作曲: 森脇憲三

## 通学区域
普通科は福岡市・糸島市の全域。他の学科は福岡県内全域。

## 通学手段など
- 生徒の主な通学手段
  - バス: 西鉄バス・鉄道: 福岡市地下鉄空港線、JR筑肥線
- 最寄り鉄道駅など:
  - 鉄道:
  - 姪浜駅
  - バス: （天神・博多駅・姪浜駅から能古渡船場行きに乗車）
  - 愛宕浜小学校前バス停（1・1（直行）・11・300番・快速）
  - 福岡女子高前バス停（9・98・301・302・304・312番）
  - 福岡市営渡船姪浜待合所

## 著名な出身者
- 上原美佐（元女優）
- 田渕ひさ子（ミュージシャン）
- 原田郁子（ミュージシャン）
- 藍川京（小説家)
- 橋口絵里奈（福岡市議会議員)